# Ройс-Еберсдорф
Ройс-Еберсдорф (на немски: Grafschaft (Fürstentum) Reuß-Ebersdorf) е от 1678 до 1848 г. графство на фамилията Ройс в Тюрингия в Свещената Римска империя. От 1806 г. е княжество. Граф Хайнрих XXIV e прадядо на кралица Виктория от Великобритания.

## История
Графството Ройс-Еберсдорф се създава през 1678 г. от графство Ройс-Лобенщайн, както графството Ройс-Хиршберг, след разделянето на младата линия на фамилията Ройс.
Главното селище на графството е Еберсдорф, за пръв път споменато в документ през 1401 г. като седалище на рицарско имение. С Хайнрих X фон Ройс-Еберсдорф (1662 – 1711), син на господаря на Лобенщайн-Хиршберг и Еберсдорф Хайнрих X (1621 – 1671), седалище на графството става Еберсдорф. През 1673 г. Хайнрих X е издигнат на имперски граф и през 1678 г. получава Еберсдорф за резиденция. Той започва строежа на дворец.
През 1712 г. към графството Еберсдорф попада половината Графство Хиршберг и през 1824 г. вече покняженото Графство Лобенщайн.
През 1806 г. император Наполеон Бонапарт по време на похода против Прусия взема за квартира дворец Еберсдорф. Княз Хайнрих LXXII фон Ройс-Еберсдорф (1797 – 1853) кани през 1843 г. в Еберсдорф танцьорката Лола Монтес, но я изгонва след няколко седмици. Тя отива през 1846 г. в Мюнхен и става любовница на баварския крал Лудвиг I, който заради нея през 1848 г. трябва да напусне трона.

Княз Хайнрих LXXII (1797 – 1853) е неженен, абдакира на 1 октомври 1848 г. в полза на Хайнрих LXII фон Ройс-Шлайц (1785 – 1854) (неженен) и се оттегля във фамилните имения в Саксония. Понеже няма наследници княжеството Ройс-Еберсдорф попада към Ройс-Шлайц, което заедно с Ройс-Гера образува през 1848 г. младата линия Ройс.

- Резиденцията дворец Еберсдорф (към парка)
- Резиденцията дворец Еберсдорф (към улицата)

## Графове на Ройс-Еберсдорф (1678 – 1806)
- Хайнрих X (1678 – 1711)
- Хайнрих XXIX (1711 – 1747)
- Хайнрих XXIV (1747 – 1779)
- Хайнрих LI (1779 – 1806), от 1806 княз Ройс фон Еберсдорф

## Князе на Ройс-Еберсдорф (1806 – 1848)
- Хайнрих LI (1806 – 1822)
- Хайнрих LXXII (1822 – 1824)

### Князе на Ройс-Лобенщайн-Еберсдорф (1824 – 1848)
- Хайнрих LXXII (1824 – 1848)

към Ройс-Шлайц, 1848